# Овие, Патрик
Патрик Овие (англ. Patrick Ovie; род. 2 июня 1978) — нигерийский футболист, защитник. Экс-игрок сборной Нигерии.
Родился и вырос в Нигерии, в семье бизнесмена. У Патрика есть ещё четверо младших братьев и сестёр. Свояк Якубу Айегбени.
Начинал карьеру на родине, в клубе «Шутинг Старз», выиграл в его составе два первенства Нигерии. Затем выступал в израильском клубе «Хапоэль» (Ришон-ле-Цион). В России оказался благодаря тренеру Александру Тарханову, пригласившего его в самарский клуб «Крылья Советов». В составе самарцев стал бронзовым призёром первенства России 2004 года. Вскоре покинул «Крылья» и перешёл в «Динамо» (Москва), где его дела сложились неудачно; в 2006 году он ушёл из «Динамо».
Провёл 5 игр за молодёжную команду Нигерии и 24 игры (2 гола) — за взрослую.
В начале 2009 года Егор Титов, перешедший в «Локомотив» из Астаны, заявил, что на сбор в его команду приедет Патрик Овие, который до этого лечил тяжёлую травму «где-то в Америке». Вскоре информация о переходе подтвердилась, главный тренер астанинской команды Сергей Юран сказал по этому поводу: «…наша оборона очень нуждалась в опытном, тактически грамотном футболисте… надеюсь, его приход придаст защитной линии больше стройности и организованности».

## Достижения
- Двукратный чемпион Нигерии: 1995, 1998
- Финалист Африканского клубного кубка чемпионов: 1996
- Финалист Кубка России 2003/04
- Бронзовый призёр чемпионата России: 2004
- Серебряный призёр чемпионата Казахстана: 2009